# Самуель Кістохуррі
Самуель Кістохуррі (фр. Samuel Kistohurry, 1 лютого 1995, Пессак) — маврикійсько-французький боксер, призер чемпіонатів світу серед аматорів.

## Аматорська кар'єра
На Європейських іграх 2019 здобув дві перемоги, а у чвертьфіналі програв Курту Волкеру (Ірландія).
На чемпіонаті світу 2019 програв у першому бою Сейберу Авіла (Колумбія).
На Олімпійських іграх 2020 програв у першому бою Дюку Рейгану (США) — 2-3.
На чемпіонаті світу 2021 завоював бронзову медаль.
- В 1/16 фіналу переміг Найла Фаррелла (Англія) — 3-2
- В 1/8 фіналу переміг Фаваза Абороде — 5-0
- У чвертьфіналі переміг Хав'єр Ібаньєс Діаса (Болгарія) — 3-2
- У півфіналі програв Джамалу Гарві (США) — 0-5